# Cristiano Citton
Cristiano Citton (Romano d'Ezzelino, 25 ottobre 1974) è un ex pistard e ciclista su strada italiano, attivo tra i dilettanti dal 1993 al 2001.
Fu due volte campione del mondo di inseguimento a squadre open, nel 1996 a Manchester e nel 1997 a Perth. Sempre nel 1997 vinse il Gran Premio della Liberazione su strada. Partecipò alle Olimpiadi di Atlanta nel 1996 e di Sydney nel 2000 come componente del quartetto di inseguimento. In attività fino al 2001 da affiliato del Gruppo Sportivo Forestale, dopo il ritiro ha svolto la professione di comandante per il Corpo Forestale dello Stato e ricoperto il ruolo di responsabile tecnico del velodromo Mercante a Bassano del Grappa.

## Palmarès

### Strada
- 1993

4ª tappa Tour de l'Ain
- 1996

2ª tappa, 1ª semitappa Olympia's Tour door Nederland
Classifica generale Olympia's Tour door Nederland
- 1997

Gran Premio della Liberazione

### Pista
- 1995

Campionati italiani, Inseguimento a squadre (con Andrea Collinelli, Gianfranco Contri e Gianni Patuelli)
- 1996

Campionati del mondo, Inseguimento a squadre (con Andrea Collinelli, Adler Capelli, Mauro Trentini)
- 1997

Sei giorni di Bassano del Grappa (con Andrea Collinelli)
Campionati del mondo, Inseguimento a squadre (con Mario Benetton, Adler Capelli e Andrea Collinelli)
Campionati italiani, Inseguimento a squadre (con Mario Benetton, Andrea Collinelli e Gianfranco Contri)
- 1998

Campionati italiani, Velocità a squadre (con Mario Benetton e Roberto Chiappa)
- 2000

Campionati italiani, Inseguimento a squadre (con Mario Benetton, Maurizio Biondo e Andrea Collinelli)

## Piazzamenti

### Competizioni mondiali
- Campionati del mondo su pista

Manchester 1996 - Inseguimento a squadre: vincitore
Perth 1997 - Inseguimento a squadre: vincitore
Bordeaux 1998 - Inseguimento a squadre: 3º